# Carvalho Leite
Carlos Antônio Dobbert de Carvalho Leite, o simplement Carvalho Leite, (Niterói, 25 de juny de 1912 - Rio de Janeiro, 19 de juliol de 2004) fou un jugador de futbol brasiler de les dècades de 1920 i 1930.

## Trajectòria
Pel que fa a clubs, jugà durant més d'una dècada al Botafogo. Guanyà cinc campionats carioques (1930, 1932, 1933, 1934, 1935), essent-ne màxim golejador els anys 1936, 1938 i 1939. Jugà amb la selecció brasilera durant la dècada dels 30, disputant els Mundials de 1930 a l'Uruguai i 1934 a Itàlia. Fou el futbolista més jove en disputar un Mundial fins a l'aparició de Pelé al Mundial de 1958. Un cop retirat, fou diversos cops, entrenador del Botafogo.